# Javaanse toepaja
De Javaanse toepaja (Tupaia javanica)  is een zoogdier uit de familie van de echte toepaja's (Tupaiidae). De wetenschappelijke naam van de soort werd voor het eerst geldig gepubliceerd door Thomas Horsfield in 1822.

## Voorkomen
De soort komt voor in Indonesië, op de eilanden Bali, Java, Nias en Sumatra.